# Elisabeth Jäger (Widerstandskämpferin)
Elisabeth (Lisl) Jäger (* 25. September 1924 in Wien als Leopoldine Elisabeth Morawitz; † 28. Juni 2019 in Berlin) war eine österreichische Journalistin, Widerstandskämpferin gegen den Nationalsozialismus und Überlebende des KZ Ravensbrück.

## Leben
Leopoldine Elisabeth Morawitz wurde 1924 als jüngstes von vier Kindern geboren. Der Vater, August Morawitz, arbeitete als Markthelfer auf dem Wiener Naschmarkt. Ihre Mutter Leopoldine war Hausfrau. Von 1930 bis 1938 besuchte sie die Volks- und Hauptschule. Danach erhielt sie eine kaufmännische Ausbildung in einer Papierwarenhandlung.
Nach dem „Anschluss Österreichs“ an das Deutsche Reich am 12. März 1938 beteiligte sich Leopoldine mit ihrer Familie und Jugendfreunden am antifaschistischen Widerstand. Aufgewachsen im sozialdemokratischen Umfeld der Wiener Gemeindebauten wurde sie im Kommunistischen Jugendverband (KJV) aktiv und betreute Familien von Inhaftierten, schleuste Illegale vom Bahnhof weiter und sammelte für die Rote Hilfe. Mit ihren Freundinnen und Freunden verteilte sie illegale Zeitungen und Flugblätter. Am 3. Juli 1941 wurde sie, 16-jährig, von der Geheimen Staatspolizei (Gestapo) zusammen mit ihrer Mutter verhaftet. Sie wurde wegen Vorbereitung zum Hochverrat und Wehrkraftzersetzung zu drei Jahren Gefängnis verurteilt, die sie vor allem in München/Stadelheim verbüßte. Das Urteil für die Mutter lautete vier Jahre Zuchthaus. Am 23. September 1943 wurde ihr Bruder Bruno vom Volksgerichtshof zum Tode verurteilt und am 25. Februar 1944 in Wien hingerichtet.
Im September 1944 wurde Leopoldine Morawitz nach Strafverbüßung nicht entlassen, sondern in das Frauen-Konzentrationslager Ravensbrück deportiert. Am 28. April 1945 wurde das Lager evakuiert. Leopoldine Morawitz wurde mit anderen Häftlingen von der SS auf den sogenannten Todesmarsch getrieben, von dem sie mit anderen Kameradinnen flüchtete. Anfang Mai befreite die Rote Armee das Lager. Morawitz half bei der Versorgung und Betreuung zurückgebliebener kranker Kameradinnen.
Anfang Juli 1945 kehrte Leopoldine Morawitz in ihre Heimatstadt Wien zurück. Bis November 1945 war sie Angestellte der Wiener Stadtleitung der KPÖ, bis 1950 arbeitete sie als Journalistin bei der von der sowjetischen Besatzungsmacht herausgegebenen Österreichischen Zeitung. Mit ihrem Mann, dem Spanienkämpfer Max Bair, siedelte sie 1950 in die DDR über, wo sie als Elisabeth und Martin Jäger lebten. Sie holte das Abitur nach, schloss ihr Studium als Journalistin an der Leipziger Universität mit Diplom ab und arbeitete in den darauffolgenden Jahren beim Rundfunk, in verschiedenen Zeitschriftenverlagen und dem Ministerium für Kultur. 1951 wurde ihre Tochter Brigitta geboren, 1954 ihre Tochter Claudia.
Elisabeth Jäger engagierte sich seit den 1950er Jahren in der Lagergemeinschaft Ravensbrück/Komitee der antifaschistischen Widerstandskämpfer der DDR. Bei Begegnungen mit Schülern und Jugendlichen klärte sie als Zeitzeugin auf und warnte vor den Folgen von Rechtsextremismus und Faschismus. In der DDR wurde sie mit der Medaille für Kämpfer gegen den Faschismus 1933 bis 1945 ausgezeichnet. Für ihre Verdienste und ihr konsequentes Eintreten gegen das Vergessen erhielt sie am 13. Juni 2008 vom brandenburgischen Ministerpräsidenten Matthias Platzeck den Verdienstorden des Landes Brandenburg. 
Lisl Jäger lebte in Berlin, war mehrfache Groß- und Urgroßmutter und bis ans Ende ihrer Tage politisch aktiv. Sie starb im Juni 2019 im Alter von 94 Jahren in Berlin.
Unter dem Namen Elisabeth Jäger wurde sie mit ihrem Ehemann im VdN-Ehrenhain des Zentralfriedhofs Friedrichsfelde beigesetzt.